# Pasta rossa
Pasta rossa è il singolo di debutto della cantautrice italiana Chiamamifaro, pubblicato il 3 luglio 2020 come primo estratto dal primo EP Macchie.

## Descrizione
Il brano è scritto dalla stessa cantautrice con Riccardo Zanotti, frontman dei Pinguini Tattici Nucleari, che ha anche curato la produzione.

## Tracce
Testi e musiche di Angelica Cristina Gori e Riccardo Zanotti.
1. Pasta rossa – 3:28